# Pierre Kaldor
Pierre Kaldor (* 15. Mai 1912; † 5. März 2010 in Paris) war ein französischer Rechtsanwalt, Résistance-Kämpfer, kommunistischer Menschenrechtler und Ritter der Ehrenlegion.

## Leben und Wirken
Kaldor studierte nach der Erlangung seiner Hochschulreife Rechtswissenschaft und wurde Rechtsanwalt. Durch seinen frühzeitigen Eintritt in die Kommunistische Partei Frankreichs wurde er oft von kommunistischen oder gewerkschaftlichen Mandanten sowie von linksgerichteten Kommunen um Unterstützung in Rechtsfragen und um Rechtsbeistand vor Gericht gebeten.
Im August 1935 nahm er an einem Internationalen Strafrechtskongress in Berlin teil und konnte dort bei einer Besichtigung des Untersuchungsgefängnisses den deutschen Kommunisten Ernst Thälmann während seiner Freistunde sehen. Im November des gleichen Jahres versuchte Kaldor im Auftrag des Thälmann-Befreiungskomitees und der Internationalen Juristenvereinigung mit dem Volksgerichtshof über eine Ausweisung Thälmanns nach Frankreich zu verhandeln. Die Gestapo kam jedoch in sein Hotel und forderte ihn zur sofortigen Abreise nach Paris auf.
Als Résistance-Kämpfer gehörte er 1944 zu den Befreiern des französischen Justizministeriums von Vichy-Leuten und Nazibesatzern. Später war er Strafverteidiger von angeklagten Führern der Befreiungsbewegung aller französischen Kolonien, vor allem Verteidiger vor Militärgerichten während des Algerien-Krieges.
Er war auch tätig als Übersetzer der Briefe Dimitroffs aus dessen Haft wegen des Reichstagsbrand-Prozesses, fungierte als Beistand in zahlreichen Berufsverboteverfahren vor deutschen Verwaltungsgerichten, war Sachverständiger im Berufsverbote-Untersuchungsverfahren vor der Internationalen Arbeitsorganisation (ILO) in Genf und vor dem Europäischen Menschenrechtsgerichtshof in Straßburg. Auf nationalen und internationalen Anti-Berufsverbotekonferenzen und -demonstrationen trat er als Redner auf. Er war Gründer und Organisator des französischen „Komitees für die Meinungsäußerungsfreiheit in der BRD“, Initiator von Ferienaufenthalten und Geschenkpaketen für die Kinder der vom Berufsverbot Betroffenen.
Bis zuletzt war er aktiv im Komitee zur Rehabilitierung von Ethel und Julius Rosenberg, deren Prozessakten er vom Englischen ins Französische übersetzte.
Pierre Kaldor, wurde am 26. Oktober 2007 aus Anlass seines 95. Geburtstages vom Pariser Bürgermeister in einem Festakt der Hilfsorganisation „Secours populaire français“ im Pariser Rathaus der Orden „Ritter der Ehrenlegion“ verliehen.
Kaldor starb am 5. März 2010 in Paris.

## Schriften
- Vorwort in Karl Heinz Jahnke: Sie haben nie aufgegeben. Ettie und Peter Gingold – Widerstand in Frankreich und Deutschland. Pahl-Rugenstein, Bonn 1998, ISBN 3-89144-255-6.